# Stenträsken
Stenträsken är en sjö i Sorsele kommun i Lappland och ingår i Umeälvens huvudavrinningsområde. Sjön har en area på 0,599 kvadratkilometer och ligger 304,3 meter över havet. Stenträsken ligger i Vindelälven Natura 2000-område. Sjön avvattnas av vattendraget Krutbergsbäcken.

## Delavrinningsområde
Stenträsken ingår i det delavrinningsområde (724573-160958) som SMHI kallar för Utloppet av Stenträsken. Medelhöjden är 384 meter över havet och ytan är 26,16 kvadratkilometer. Det finns ett avrinningsområde uppströms, och räknas det in blir den ackumulerade arean 45,24 kvadratkilometer. Krutbergsbäcken som avvattnar avrinningsområdet har biflödesordning 3, vilket innebär att vattnet flödar genom totalt 3 vattendrag innan det når havet efter 257 kilometer. Avrinningsområdet består mestadels av skog (90 procent). Avrinningsområdet har 1,14 kvadratkilometer vattenytor vilket ger det en sjöprocent på 4,4 procent.